# Johan Van Eeghem
Johan Van Eeghem (Blankenberge, 12 maart 1971) is een Belgisch syndicalist en voormalig politicus voor sp.a.

## Levensloop
Van Eeghem doorliep zijn secundair onderwijs aan het Atheneum Maerlant te Blankenberge. Vervolgens studeerde hij voor maatschappelijk adviseur aan het Hiepso en de Vlerick Management School.
Na zijn studies ging hij aan de slag als consulent bij de CMB. Tussen 1999 en 2006 was hij kabinetsmedewerker en hierop aansluitend werd hij werkzaam bij BBTK. In november 2019 werd hij bij deze ABVV-vakcentrale aangesteld als federaal secretaris voor de social profit. Op 10 maart 2023 volgde hij Jan-Piet Bauwens op als ondervoorzitter van BBTK.
Tevens was Van Eeghem een tijdlang politiek actief. Bij de lokale verkiezingen van 1994 werd hij verkozen als gemeenteraadslid te Blankenberge namens de sp.a. Van 2012 tot 2014 was hij er schepen.